# Dimitrovgrad, Srbija
Dimitrovgrad (izvirno srbsko Димитровград) je obmejno naselje v Srbiji, ki je središče istoimenske občine ob meji z Bolgarijo; je del Pirotskega upravnega okraja.
Zgodovinsko ime mesta je Caribrod, po drugi svetovni vojni pa je bilo preimenovano po vodilnem bolgarskem komunistu in voditelju Kominterne Georgiju Dimitrovu. Bolgari običajno uporabljajo ime Caribrod v izogib zamenjavi z Dimitrovgradom v Bolgariji.

## Zemljepis
Dimitrovgrad leži na jugovzhodu Srbije v neposredni bližini meje z Bolgarijo. Leži ob zgornjem toku reke Nišave na nadmorski višini 545 metrov.
Skozi mesto potekata železniška proga Beograd–Niš–Sofija in avtocesta Niš–Dimitrovgrad, ki predstavljata del glavne prometne povezave med zahodno Evropo in Azijo preko Carigrada. V bližini se nahaja mejni prehod Gradina/Kalotina, največji mejni prehod med Srbijo in Bolgarijo.

## Demografija
V naselju živi 5676 polnoletnih prebivalcev, pri čemer je njihova povprečna starost 40,7 let (39,8 pri moških in 41,5 pri ženskah). Naselje ima 2450 gospodinjstev, pri čemer je povprečno število članov na gospodinjstvo 2,80. Po nacionalni sestavi prevladujejo Bolgari.
Prebivalstvo je večinoma nehomogeno.
|  |

| Demografija | Demografija     | Demografija     |
| Leto        | Št. prebivalcev | Št. prebivalcev |
| ----------- | --------------- | --------------- |
|             |                 |                 |
|             |                 |                 |
|             |                 |                 |
|             |                 |                 |
| 1948        | 2944            |                 |
| 1953        | 2891            |                 |
| 1961        | 3665            |                 |
| 1971        | 5488            |                 |
| 1981        | 7055            |                 |
| 1991        | 7276            | 7196            |
| 2002        | 7040            | 6968            |
|             |                 |                 |

| Etnična sestava po popisu iz leta 2002 | Etnična sestava po popisu iz leta 2002 | Etnična sestava po popisu iz leta 2002 | Etnična sestava po popisu iz leta 2002 | Etnična sestava po popisu iz leta 2002 |
| -------------------------------------- | -------------------------------------- | -------------------------------------- | -------------------------------------- | -------------------------------------- |
| Bolgari                                | Bolgari                                |                                        | 3.281                                  | 47,08%                                 |
| Srbi                                   | Srbi                                   |                                        | 1.735                                  | 24,89%                                 |
| Jugoslovani                            | Jugoslovani                            |                                        | 425                                    | 6,09%                                  |
| Romi                                   | Romi                                   |                                        | 55                                     | 0,78%                                  |
| Makedonci                              | Makedonci                              |                                        | 33                                     | 0,47%                                  |
| Črnogorci                              | Črnogorci                              |                                        | 14                                     | 0,20%                                  |
| Hrvati                                 | Hrvati                                 |                                        | 5                                      | 0,07%                                  |
| Slovenci                               | Slovenci                               |                                        | 3                                      | 0,04%                                  |
| Muslimani                              | Muslimani                              |                                        | 2                                      | 0,02%                                  |
| Goranci                                | Goranci                                |                                        | 2                                      | 0,02%                                  |
| Rusi                                   | Rusi                                   |                                        | 1                                      | 0,01%                                  |
| Neznano                                | Neznano                                |                                        | 572                                    | 8,20%                                  |